# Варнава (Прокофьев)
Варна́ва (в схиме — Евгений, в миру Влади́мир Никола́евич Проко́фьев; 19 февраля 1945, Курбевуа, Иль-де-Франс, Франция — 2 ноября 2017, Козельский район, Калужская область) — бывший епископ Русской православной церкви заграницей, лишённый священного сана.

## Биография

### Детство и образование
Родился в семье русских эмигрантов. Его отец, Николай Павлович Прокофьев — дворянин и офицер. Мать — Ариадна Александровна Натиева (Ariane Prokofieff, née Natieff, 1912—1998), из аристократической грузинской семьи, дочь полковника Александра Натиева.
Получил образование в иезуитском интернате Святого Георгия в Медоне под Парижем.

### Начало церковного служения
Был послушником на Афоне, где обрёл духовника. Был рукоположён во священники при каннском Михаило-Архангельском храме. Служил в Каннах и в Ментоне. Впоследствии был возведён в сан протоиерея.
Через своих родственников, работавших в посольстве Франции в Москве, имел возможность легально посещать Советский Союз с середины 1960-х годов.

### Тайный епископ РПЦЗ
На основании постановления Архиерейского собора Русской православной церкви заграницей от 10/23 октября 1981 года священник Владимир Прокофьев по пострижении в монашество был тайно рукоположён 29 апреля 1982 года в Свято-Троицкой церкви города Эрлангена (Бавария) во епископа Ментонского с целью тайного рукоположения в России епископа для катакомбной церкви. Наречение и хиротонию в пустом храме при одном диаконе совершили архиепископ Женевский и Западно-Европейский Антоний (Бартошевич) и епископ Мюнхенский Марк (Арндт).
27 апреля/10 мая 1982 года, находясь в СССР по туристической визе, единолично (ввиду исключительного положения преследуемой Церкви, с благословения Синода РПЦЗ) поставил в одной из московских квартир во епископы для «возрождения и руководства Церкви в России» катакомбного архимандрита Лазаря (Журбенко). Единоличная архиерейская хиротония противоречит первому апостольскому правилу, но руководство РПЦЗ согласилось счесть её законной, так как она совершалась с благословения сонма других архиереев. Предполагалось совершить и другие архиерейские рукоположения — священников Михаила Рождественского и Никиты Лехана, однако их окружение побоялось устанавливать контакты с иностранцем, боясь привлечь внимание КГБ. Не имея возможности задержаться в Москве, епископ Варнава покинул СССР.
С 1987 года — настоятель Михайло-Архангельского храма в Каннах. Епископский сан хранился в тайне, поскольку цель была исполнена, и обнародование не предполагалось, но новый глава РПЦЗ, митрополит Виталий, открыл иерархический статус епископа Варнавы.
12/25 июля 1990 года состоялось заседание Архиерейского синода РПЦЗ, на котором по необходимости произошло официальное объявление доселе тайных епископов Варнавы (Прокофьева) и Лазаря (Журбенко).

### Представитель Синода РПЦЗ в России
В январе 1992 года Архиерейский синод РПЦЗ направил епископа Варнаву в Россию с поручением организовать постоянно действующее Синодальное подворье в Москве, которое осуществляло бы власть Архиерейского синода в России. Основная цель его нового назначения состояла в координации деятельности конфликтующих юрисдикций РПЦЗ в России, находившихся в подчинении Лазаря (Журбенко) и Валентина (Русанцова).
Прибыв в Москву, епископ Варнава оказался под влиянием протоиерея Алексия Аверьянова, который стал его ближайшим помощником и секретарём, помогая зарубежному архиерею «правильно сориентироваться» в непростых коллизиях церковной и общественной жизни России. В марте 1992 года протоиерей Алексий Аверьянов пригласил епископа Варнаву в один из полузаброшенных корпусов бывшей Марфо-Мариинской обители на Большой Ордынке в центре Москвы, принадлежащий городской поликлинике № 68. Там разместилась кафедра епископа Варнавы.
С первых же дней существования Синодального подворья РПЦЗ в Марфо-Мариинской обители там же фактически разместился неофициальный штаб Национально-патриотического фронта «Память», старейшей антисемитской националистической группой в новейшей России, возглавляемой Дмитрием Васильевым. 19 марта в обители состоялась пресс-конференция, привлёкшая большое внимание прессы, на которой протоиерей Алексий Аверьянов от имени епископа Варнавы и митрополита Виталия, Первоиерарха РПЦЗ (который, как вскоре выяснилось, ничего об этом не знал), заявил об альянсе с «Памятью», которая «создаёт отряды быстрого реагирования» для защиты храмов РПЦЗ от захвата их Московской патриархией. Дмитрий Васильев, участвовавший в пресс-конференции, пообещал летом «взять Москву в тройное кольцо» блокады, чтобы таким образом добиться свержения «дерьмократического» режима. 19 мая 1992 года епископ Варнава принял участие в публичной демонстрации «Памяти» по Садовому кольцу в Москве.
Нередкими стали совместные поездки Дмитрия Васильева по стране в сопровождении протоиерея Алексия Аверьянова, а иногда и епископа Варнавы. Одним из самых скандальных событий того времени стал налёт «Памяти» с участием священника Олега Стеняева на редакцию газеты «Московский комсомолец» 13 октябре 1992 года. Епископ Варнава публично заявил, что эта хулиганская акция осуществлялась по его благословению.
Сближение епископа Варнавы с «Памятью» нанесло урон репутации РПЦЗ в России: «демократическая» пресса, ранее единодушно поддерживавшая гонимую Церковь, в которой многие видели альтернативу «красной патриархии», теперь говорила и писала об РПЦЗ преимущественно в негативных тонах. «Память» стала непреодолимым препятствием на пути в РПЦЗ для многих клириков и мирян, готовых к отделению от Московского патриархата. Неканонические вмешательства епископа Варнавы, а точнее его секретаря протоиерея Аверьянова, в церковные дела других российских епархий РПЦЗ, принятие запрещённых другими архиереями клириков, фактическое управление приходами, подчинёнными другим епископам, привели к полнейшему разладу церковного управления РПЦЗ в России.
13 мая 1993 года епископ Варнава решением Архиерейского собора РПЦЗ после покаяния и ряда обещаний был всё же утверждён в должности представителя Архиерейского синода РПЦЗ в России.
23 июля 1993 года направил на бланке Архиерейского синода РПЦЗ письмо с предложением о каноническом общении раскольническому «местоблюстителю Киевского патриаршего престола митрополиту Владимиру (Романюку)».
Этот проступок и другие ошибки епископа Варнавы стали причиной его освобождения от должности Синодального представителя в России решением Архиерейского синода РПЦЗ от 9 ноября 1993 года.
9 июля 1994 году Архиерейский собор РПЦЗ на 5 лет запретил Варнаве въезд в Россию. В 1995 году Варнава был запрещён в священнослужении на 3 месяца за оскорбительное письмо архиепископу Илариону (Капралу) с обвинением в предательстве России.

### Епископ Австралийско-Новозеландский
11 января 1995 года Архиерейский синод назначил Варнаву епископом Сиднейским и Австралийско-Новозеландским.
Епископ Варнава провёл менее трёх недель в Австралии и вернулся к своему постоянному месту жительства на французской Ривьере в Каннах, отметив, что «он не собирается быть сосланным на другую часть света» (дословно «к антиподам»).
В сентябре 1995 года Архиерейский синод послал епископу Варнаве указ, в котором ему был сделан выговор за уклонение от исполнения своих обязанностей в Австралии. Этим же указом Варнава был освобождён от назначения в Австралию.

### Деятельность на Святой земле
В 1996 году назначен представителем РПЦЗ в Святой земле. По его приказу в Елеонский монастырь не были допущены патриарх Алексий II и Ясир Арафат, что произошло вопреки предписанию из Архиерейского синода о невоспрепятствовании патриарху в посещении святынь, находящихся под управлением РПЦЗ. Результатом этого стала передача властями Палестинской автономии монастыря Святой Троицы в Хевроне Московскому патриархату (1997). Передача привела к обострению взаимоотношений между Церквами.

### Создание раскола в РПЦЗ
1 марта 2001 года выступил с окружным посланием, в котором заявил об «ограждении» себя, духовенства и мирян своей епархии от «нового курса» Зарубежной церкви, хотя ещё не выходя из канонического подчинения Архиерейскому синоду в Нью-Йорке. Поводом к заявлению стал протест епископа против принятия Архиерейским собором Русской православной церкви заграницей, состоявшемся в Нью-Йорке 17—27 октября 2000 года, письма патриарху Сербскому Павлу. На Соборе епископ Варнава, ссылаясь на экуменизм и тесные связи патриарха Павла с Русской православной церковью, отказался подписать письмо Сербскому Патриарху, о чём объявил только спустя несколько месяцев, 12 февраля 2001 года, присоединившись в этом к епископам Симферопольскому и Крымскому Агафангелу (Пашковскому) и Черноморскому и Кубанскому Вениамину (Русаленко).
25 апреля 2001 года был запрещен в священнослужении Синодом РПЦЗ. 20 июня 2001 года митрополит Виталий своим указом снял это запрещение.
Вместе с митрополитом Виталием, архимандритом Сергием (Киндяковым), протоиереем Сергием Петровым и иереем Никитой Орловым в Мансонвилле участвовал в составлении «Окружного послания» от 22 июня 2001 года, распространённого от имени митрополита Виталия (Устинова).
Архиерейским собором РПЦЗ, прошедшим с 23 по 31 октября 2001 года, был запрещён в священнослужении, а затем извергнут из священного сана. Соборное постановление о лишении его сана было вручено бывшему епископу Варнаве 3 ноября 2001 года в присутствии трёх свидетелей в 9 часов утра, то есть до начала богослужения.
В тот же день прибыл в Спасо-Преображенский скит в Мансонвилле, где положил начало неканонической «Русской православной церкви в изгнании» под формальным возглавлением митрополита Виталия. Совершил хиротонию архимандрита Сергия (Киндякова) во епископа Мансонвильского, викария Канадской епархии. По утверждению епископа Александра (Милеант) «рукоположение было совершенно в присутствии стоящего рядом в мантии (и по старческой немощи немогущего служить) Митрополита Виталия». При этом есть фотография, на которой сам митрополит Виталий выводит из царских врат архимандрита Сергия после его рукоположения. Тогда же Варнава стал заместителем митрополита Виталия.
5 ноября на первой сессии Синода новообразованной неканонической «Русской православной церкви в изгнании» Варнава (Прокофьев) был возведён в сан «архиепископа Каннского и Европейского»
Спустя непродолжительное время были рукоположены Владимир (Целищев) (6 ноября 2001) и Варфоломей (Воробьёв) (11 ноября 2001) — «против воли и без участия митрополита Виталия».
2 февраля 2002 года вопреки решению Собора РПЦЗ 1998 года об освобождении Румынской епархии от подчинения РПЦЗ принял под свой омофор двух румынских священников, запрещённых в священнослужении архиепископом Нафанаилом (Поппом) не только как отдельных священнослужителей, но в их лице и всю Румынскую епархию, с назначением Василия Урда как администратора-викария епархии.
В 2002 году предпринял ряд мер по переводу в собственность приходских обществ новой раскольнической организации храмов РПЦЗ в Брюсселе, Каннах, Марселе, Касабланке и др.
Вступил в конфликт с секретарём Синода РПЦЗ(В) протоиереем Вениамином Жуковым и архиереями РПЦИ.
26 июня 2003 года издал указ, в котором осудил протоиерея Вениамина Жукова за «антиканоничное поведение» и потребовал вернуть печать епархии и факсимильную подпись, подозревая их незаконное использование. Вениамин Жуков пренебрёг указом, отказался вернуть печать и подпись и опубликовал компрометирующие Варнаву материалы, в результате чего шесть из восьми французских приходов вскоре стали требовать от Синода «сменить правящего архиерея» и «лишить сана архиепископа Варнаву». Варнава был вынужден покинуть епархию. Через несколько недель после этого архиепископ Варнава получил от Вениамина Жукова по почте печать и факсимильную подпись.
На прошедшем с 27 по 29 ноября 2003 года совещании Синода были созданы три независимых епархии. Русская часть епархии архиепископа Варнавы была у него взята и разделена между епископом Молдовским Антонием (Рудеем) (Украина, Белоруссия, Литва, Латвия и Эстония) и епископом Южнорусским Виктором (Пивоваровым) (северо-запад, центр, Поволжье, южные районы России и Грузия) с «отделением тех приходов, которые хотят поминать архиепископа Варнаву». Под управлением Варнавы остались лишь приходы в Западной Европе.
Затем епископы объявили неканоничным принятие архиепископом Варнавой в свою епархию нескольких румынских новостильных приходов, убрали у него титул «заместителя первоиерарха» и лишили сана одного из его клириков, иеромонаха Серафима (Баранчикова), за аморальное поведение.
19 января 2004 года освобождён от должности правящего архиерея Западно-Европейской епархии и определён на покой. 8 июля 2004 года Архиерейский синод РПЦЗ(В) ввиду «нарушений, явно свидетельствующих о неподчинении Архиеп. Варнавы решениям Высшей Церковной Власти по ряду существенных вопросов церковного благоустройства и нравственного уклада церковной жизни, и учитывая письменные отзывы всех Архиереев» запретил Варнаву в священнослужении, «вплоть до принесения им покаяния». На этом заседании Синода РПЦЗ(В) Антонию (Орлову) было поручено передать это постановление в руки Варнавы, что было сделано в Каннах 24 июля 2004 года.
Решений не признал и продолжил управлять верными ему приходами, в том числе и в России, куда ездил в октябре того же года, служил в Подольске с лишённым сана протоиереем Алексием Аверьяновым, а также в Петербурге в домовой церкви архимандрита Алексия (Макринова). Варнава утверждал, что указы, касающиеся его определения на покой, носят фальшивые подписи; с его благословения как архиепископа Каннского и Западно-Европейского был открыт интернет-узел, названный официальным органом Западно-Европейской епархии.
19 ноября 2004 года решением Архиерейского собора РПЦЗ(В) был лишён сана.

### Возвращение в РПЦЗ
7 февраля 2006 года обратился с письмом к Первоиерарху Русской Зарубежной Церкви митрополиту Лавру: 
«приношу покаяние за нестроения [внесенные мной] в Церковную жизнь и за мои поступки, которые могли смутить собратьев. Раскаиваюсь в моем участии в неканонических действиях в Мансонвилле (Канада). Прошу меня принять в Лоно Русской Зарубежной Церкви и отнестись со снисхождением к моему возрасту и здоровью. Желаю быть с Русским народом и по мере своих сил служить Русской Церкви. Не желаю и не собираюсь участвовать в каких-либо спорах или диспутах. Прошу всего лишь иметь право возносить Ваше имя на каждом Богослужении».
2 апреля в беседе с прихожанами храма святого Архистратига Михаила в Каннах заявил о своём намерении присоединиться к МП «на любых условиях».
Практически все приходы, подчинявшиеся епископу Варнаве во время его пребывания в расколе, отказались последовать за ним и изъявили желание войти в состав раскольнической РИПЦ. За Варнавой последовал только Серафим (Баранчиков) и часть прихожан храма святого Архистратига Михаила.
Прошение епископа Варнавы рассматривалось на архиерейском соборе в мае того же 2006 года. Наконец в июне Архиерейский Синод РПЦЗ, рассмотрев прошение епископа Варнавы, после достаточно долгих и напряженных обсуждений, пришёл к убеждению, что в свое время проситель был лишен сана с некоторой поспешностью, не будучи в достаточной мере выслушан. Руководствуясь милостью к павшему и пользой церковной, архиереи решили принять просителя в общение, восстановив его в епископском сане, с почислением на покой и правом служения в Михаило-Архангельском соборе. При этом, будучи на покое, не имел права рукоположения или награждения клириков, а также участия в заседаниях Архиерейского Синода или в работе Архиерейских Соборов Русской Зарубежной Церкви; ему также была запрещена какая-либо деятельность за пределами каннского прихода. 2 июля 2006 года епископ Варнава сослужил епископу Манхэттенскому Гавриилу за Божественной литургией, проведённой в Архангело-Михайловской церкви.
Указом Первоиерарха РПЦЗ Митрополита Илариона от 20 августа 2009 года епископ Варнава (Прокофьев) и его келейник монах Серафим (Баранчиков) были временно «отстранены от всех должностей» на каннском приходе и запрещены в священнослужении.
9 февраля 2010 года вместе с келейником окончательно отстранён от служения в каннском храме и от любой деятельности, связанной с его приходской ассоциацией.
В ноябре 2010 года французский суд приговорил епископа Варнаву к шести месяцам лишения свободы условно за хищение в 2006 году 405 тысяч евро, подаренных местному Обществу Святого Архангела Михаила. Суд также приговорил к трём месяцам условно Серафима (Баранчикова) за сокрытие краденого.
В феврале 2012 года епископ Варнава снова назначен настоятелем Михаило-Архангельской церкви указом митрополита Илариона, Первоиерарха Русской Зарубежной Церкви, что стало известно на заседании Архиерейского Синода РПЦЗ 6 марта 2012 года в связи с решением апелляционного суда города Экс-ан-Прованса от 2 февраля 2012 года, признавшего устав и состав приходской ассоциации Святого Архангела Михаила в Каннах по состоянию на 2006 год. Несмотря на синодальный запрет на совершение им хиротоний (2006), в первой половине 2012 года с целью установления контроля над административным советом приходской ассоциации рукоположил в Каннах двух священников и двух диаконов. Также, будучи на покое и вопреки условиям своего разрешения в священнослужении, 12 апреля 2012 года возвёл иеромонаха Серафима (Баранчикова) в сан архимандрита.
Летом 2013 года после перехода Михаило-Архангельского храма в другую церковную юрисдикцию Первоиерарх РПЦЗ направил распоряжение епископу Варнаве: «Архиерейский Синод, ознакомившись со всеми материалами, решил освободить Вас и иеромонаха Серафима (Баранчикова) от всех административных и пастырских обязанностей». В новосозданной при арендованном католическом храме общине РПЦЗ им позволялось молиться и причащаться, не участвуя в приходских делах. Особо говорится о незаконных рукоположениях: «Все рукоположения и награждения, совершенные Вами без ведома и благословения Священноначалия, будут отдельно изучены и, в случае благоприятного решения Архиерейского Синода, исправлены».
7 декабря 2013 года вновь запрещён в священнослужении Архиерейским синодом РПЦЗ. 17 февраля 2014 года была признана хиротония священника Марка Лопнева, но без наград.
24 июня 2014 года Архиерейский собор РПЦЗ подтвердил своё решение от 2001 года, согласно которому епископ Варнава был лишён священного сана.
Скончался 2 ноября 2017 года и был погребён в безымянной могиле на кладбище в селе Нижние Прыски рядом с часовней, недалеко от могилы схиархимандрита Макария (Болотова).